# قبلة الذخيرة
قبلة الذخيرة هي لوحة زيتية للفنان والرّسام الإسباني خواكين سورويا. تعودُ اللوحة إلى عام 1893 وقد رُسمت على قماش ذي بعد 103.5 × 122,5 سم.
يُصوّر سورويا في هذه اللوحة وقتَ تجمع عامّة النّاس داخلَ كنيسة سانت بول (حُوّلت الآن إلى معهد لويس فيفيس في فالنسيا) أثناءَ تقبيلهم للذخيرة أو مَا يُعرفُ بممتلكات القدّيس. زادت شهرة سورويا بعدَ رسمهِ لهذه اللوحة عام 1893 حيثُ حصلَ على وِسامٍ منَ من الدرجة الثالثة من صالون باريس في عام 1894 كما نالَ وسامًا من الدرجة الثانية من المعرض الدولي في فيينا وتُوّج كذلك بأول ميدالية ذهبيّة في معرض الفن الاسباني في بلباو. جديرٌ بالذكرِ هنا أنّ هذه اللوحة موجودة حاليًا فِي متحف الفنون الجميلة في مدينة بلباو.